# Udvarszállás
Udvarszállás (szerbül Добричево / Dobričevo) település Szerbiában, a Vajdaságban, a Dél-bánsági körzetben, Fehértemplom községben.

## Fekvése
Jám délnyugati szomszédjában, a Karas mellett, Vajdalak és Krassószombat közt fekvő település.

## Története
Udvarszállás fiatal település, először 1825-ben említik. Katolikus családokat telepítettek ide. Az első ide érkezett telepesek Bánátból érkezett német földművesek voltak, majd tót, és cseh telepesek is érkeztek, akik idővel elmagyarosodtak, vagy elköltöztek. Helyükre magyarok érkeztek Arad és Bács vármegyékből.
1851-ben Fényes Elek írta a településről:
"Udvarszállás, Krassó vármegyei népes puszta, közel Szuboticzához: 265 katholikus lakossal."
1891-ben a vasútvonal és vasútállomás is kiépült a településen, de ez ma már nem létezik.
1910-ben 462 lakosából 330 magyar, 9 német, 79 román, 41 cseh volt. Ebből 381 római katolikus, 81 görögkeleti ortodox volt.
A trianoni békeszerződés előtt Krassó-Szörény vármegye Jámi járásához tartozott.

## Népesség

### Demográfiai változások
| 1948 | 1953 | 1961 | 1971 | 1981 | 1991 | 2002 | 2011 | 2023 |
| ---- | ---- | ---- | ---- | ---- | ---- | ---- | ---- | ---- |
| 368  | 414  | 408  | 334  | 306  | 265  | 226  | 199  | 110  |

## Nevezetességek
- Római katolikus temploma - 1861-ben épült